# 1449

## أحداث
- 6 يناير - تتويج الإمبراطور البيزنطي قسطنطين الحادي عشر في ميسترا. وهو الأخير في سلسلة الحكام الذين يعود أصلهم إلى تأسيس روما.
- 7 أبريل - تنحي آخر البابوات المزيفين فيلكس الخامس عن منصبه

## مواليد
- ألدو مانوتسيو
- بونا من سافوي
- يادجار محمد ميرزا

## وفيات
- أولغ بك
- أولوغ بيك